# Franz Feuerstein
Pour les articles homonymes, voir Feuerstein.
Franz Feuerstein (né le 15 octobre 1866 à Stuttgart et mort le 31 mai 1939 dans la même ville) est un homme politique allemand du SPD. De 1907 à 1933, il représente plusieurs circonscriptions wurtembergeoises au parlement de l'État de Wurtemberg (de) et au Reichstag.
Le protestant Feuerstein étudie à l'école élémentaire de Stuttgart de 1873 à 1880, puis l'école de formation avancée. De 1881 à 1884, il effectue un apprentissage d'imprimeur. De 1885, il est membre puis de 1899 à 1902 chef de district de l'Association des imprimeurs de livres allemands. Il travaille comme journaliste et rédacteur pour des publications de gauche politique, des syndicats et des coopératives, y compris 1902 à 1904 en tant que rédacteur responsable du quotidien SPD Schwäbische Tagwacht (de) et à partir de 1904 sur le Württembergischer Genossenschaftsblatt (et son successeur de 1920, Der Genossenschafter), l'organe du Verband Württembergischer Konsumvereine, dont il est membre du conseil d'administration depuis 1904. De 1919 à 1932, Feuerstein est membre du Conseil général de l'Association centrale des associations de consommateurs allemandes. De 1928 à 1932, il est membre suppléant de la Cour d'État du Wurtemberg.
En 1893, Feuerstein rejoint le SPD. De 1907 à 1918, Feuerstein est membre de la Chambre des députés du parlement de l'état de Wurtemberg (de). Aux élections du Reichstag en 1907, il se présente dans la circonscription de Heilbronn, mais est vaincu, ce qu'il attribue à l'absence d'un journal social-démocrate à Heilbronn qui pourrait soutenir les candidats du SPD. Sur sa suggestion, la Produktiv-Genossenschaft Vereinsdruckerei est fondée la même année, qui à partir de 1908 publie le journal Heilbronn SPD Neckar-Echo (de), avec le soutien duquel Feuerstein est élu aux élections du Reichstag en 1912 pour la 3e circonscription de Wurtemberg (Heilbronn (de), Besigheim (de), Brackenheim (de), Neckarsulm (de)). Feuerstein, qui remporte 36,7% au scrutin principal des votes, remporte le second tour des élections (56,0 %) grâce au soutien du Parti populaire progressiste. De 1919 à 1920, Feuerstein a un mandat à l'Assemblée constitutionnelle (de) du Wurtemberg. En 1920, il est réélu au Reichstag, cette fois pour la 34e circonscription (Wurtemberg). De 1928 jusqu'au début de la dictature en 1933, il est de nouveau membre du parlement de l'État de Wurtemberg (de).